# أنا عبدة لك
«أنا عبدة لك» أو «ايم سليف فور يو» (بالإنجليزية: I'm A Slave 4 U) هي أغنية للفنانة الأمريكية بريتني سبيرز، من ألبومها الثالث «بريتني». أصدرتها تسجيلات جايف بتاريخ 24 سبتمبر، 2001 كالأغنية المنفردة الأولى من الألبوم.
أخذت الأغنية نقداً متفاوتاً، بعضهم قالوا أن هذه هي أغنية سبيرز الأكثر نضوجاً مقارنةً بأغانيها السابقة، وبعضهم قالوا أن هذه الأغنية هي بوابة لبريتني سبيرز جديدة ومختلفة عن التي اعتادوا عليها في نمط الأغاني السابق. «أنا عبدة لك» نجحت عالمياً، وكانت ضمن توب 10 في كل الدول التي دخلت في قوائمها. وكانت #27 في قائمة أمريكا بالبيلبورد، و#85 في قائمة البيلبورد لأغاني الهيب هوب والريذم اند بلوز. وهو أدنى ترتيب حصلت عليه الأغنية عالمياً.

## الفيديو
صدر الفيديو مع صدور الأغنية كمنفردة، وتظهر سبيرز فيه ترقص في ساونا. غنت سبيرز الأغنية في حفل جوائز إم تي في للأغاني المصورة لعام 2001, ولكن حظي بنقد شديد من جمعية حقوق الحيوان لاستخدام حيوانات غريبة في الأداء، ولكن يعتبر من أجمل لحظات حفل جوائز إم تي في للأغاني المصورة للآن. غنت سبيرز الأغنية في كل جولاتها الغنائية.